# Штормящее море в Этрета
«Штормящее море в Этрета» (фр. Mer agitée à Étretat) — картина французского художника-импрессиониста Клода Моне, написанная в 1883 году. В настоящее время хранится в Лионском музее изобразительных искусств. На картине изображено бурное море в зимний день. Скала на заднем плане находится в коммуне Этрета (департамент Приморская Сена, Франция).

## История
Моне написал картину в феврале 1883 года из окна своего отеля. Зимой 1864—1865 годов он также проводил много времени в этом месте и написал серию других полотен.
Впоследствии картину купил парижский коллекционер Поль Дюран-Рюэль, а в 1902 году она стала собственностью Лионского музея изобразительных искусств.